# Tharcisse Karugarama
Tharcisse Karugarama és un polític de Ruanda. Va ser ministre de Justícia i Fiscal General del Govern de Ruanda. Membre del Front Patriòtic Ruandès, Karugarama ha tingut un paper en la persecució de delictes associats amb el genocidi ruandès.
Karugarama va ser un dels membres fundadors de l'Aliança Ruandesa per la Unitat Nacional (ARUN) en 1979, més endavant coneguda com a FPR. Va ser professor a l'escola de Kitante Hill abans d'haver participat activament en la política de FPR el 1990, quan va invadir Ruanda.
Karugarama va ser nomenat el 2006 per la cartera de Justícia i va ser nomenat Fiscal General en 2007. Va ser defensor del sistema de tribunal Gacaca que es va presentar per tractar els acusats com a resultat del Genocidi de Ruanda. Karugarama va assenyalar que no tenien recursos per organitzar els tribunals del primer món i que l'única alternativa al sistema de Gacaca podria ser que les comunitats locals prenguessin venjança.
Va ser apartat del govern i reemplaçat per Johnston Busingye el 24 de maig de 2013.
Karugarama és actualment un membre actiu de la Justice Leadership Initiative Arxivat 2016-05-01 a Wayback Machine..